# Viktor Agartz
Viktor Agartz (* 15. November 1897 in Remscheid; † 9. Dezember 1964 in Marienheide (Oberbergischer Kreis)) war ein deutscher sozialistischer Wirtschaftswissenschaftler und Gewerkschafter.

## Leben
Der Sohn eines Metallarbeiters kam während seines Studiums der Volkswirtschaftslehre, Rechtswissenschaften und Politik an den Universitäten Marburg und Köln mit sozialistischen Ideen in Berührung und trat der SPD bei, wo er zum linken Flügel gehörte. Während seines Studiums in Marburg lernte er seine damaligen Kommilitonen Gustav Heinemann und Wilhelm Röpke kennen. 1920 beteiligte er sich am Generalstreik und Widerstand gegen den Kapp-Putsch. Nach der Promotion zum Dr. rer. pol. 1924 (Dissertation: Das praktische Verhalten der Arbeiterschaft gegenüber der Durchführung des Betriebsschutzes) arbeitete er als wissenschaftlicher Assistent und später als Vorstandsmitglied bei der Kölner Konsumgenossenschaft und war in der Bildungsarbeit der freien Gewerkschaften tätig.
Nach der Machtübernahme der Nationalsozialisten konnte Agartz seine Tätigkeit bei den im Mai 1933 gleichgeschalteten Konsumgenossenschaften noch bis 1938 fortsetzen. Nach neun Monaten Arbeitslosigkeit trat er in eine Wirtschaftsprüfergesellschaft ein und legte ein Jahr später sein Wirtschaftsprüferexamen ab. In seiner beruflichen Position konnte er, nach der eigenen Darstellung in seinen Erinnerungen Verraten und verkauft, das Vermögen verschiedener katholischer Vereinigungen (Kolpingwerk, PAX – Vereinigung katholischer Kleriker e. V. und Steyler Missionare) vor dem Zugriff des nationalsozialistischen Regimes retten. Nach dem Attentat vom 20. Juli 1944 wurde gegen ihn ein Haftbefehl erlassen, dem er durch Untertauchen bei Freunden entkommen konnte.
Nach dem Krieg beteiligte sich Agartz aktiv am Wiederaufbau der Gewerkschaften und der SPD. Am 9. März 1946 wurde er zum Generalsekretär des Deutschen Wirtschaftsrates in der britischen Zone berufen, der am 20. Oktober 1945 von der britischen Militärregierung zur Beratung der Wirtschaftsabteilung der britischen Kontrollkommission in Minden eingerichtet worden war. Vom 9. bis 11. Mai 1946 fand in Hannover in einem Saal der Hanomag der erste Parteitag der SPD nach dem Kriegsende statt, auf dem Agartz in den Vorstand gewählt wurde. Nach Kurt Schumachers programmatischer Rede über Aufgaben und Ziele der deutschen Sozialdemokratie sprach Viktor Agartz über eine sozialistische Wirtschaftspolitik. Im Juli 1946 wurde er für die SPD in den Landtag Nordrhein-Westfalen delegiert, dem er vom 19. Dezember 1946 bis 19. April 1947 angehörte.
Ende April 1946 wurde Agartz, nachdem er das Amt des Oberbürgermeisters von Köln nach der Entlassung Konrad Adenauers ausgeschlagen hatte, auch Leiter des Zentralamts für Wirtschaft in der britischen Zone in Minden, der aus dem Sekretariat des Wirtschaftsrates hervorgegangen war. In diesem Amt arbeitete er aktiv gegen die alliierte Demontagepolitik und konnte manche Demontagen verhindern. Nach Bildung der Bizone bot er wegen unklarer Kompetenzen seinen Rücktritt an. Nach seiner Entlassung reiste er zusammen mit Kurt Schumacher nach London, um sich für die Lockerung der wirtschaftlichen Einschränkungen und auch die Entlassung der deutschen Kriegsgefangenen einzusetzen.
Zum Leiter des neuen bizonalen Verwaltungsamtes für Wirtschaft (VAW) in Minden wurde zunächst mit den Stimmen der süddeutschen Länder der parteilose wirtschaftsliberale Rudolf Müller aus Hessen gewählt. Nachdem jedoch in allen Ländern der Bizone die Wirtschaftsminister von der SPD gestellt wurden und diese Sitz und Stimme im Wirtschaftsrat hatten, wurde Müller abberufen und am 16. Januar 1947 Agartz wieder ohne Gegenstimme zum Leiter des VAW in Minden berufen. Seine Forderung nach einer geplanten Wirtschaft führte jedoch schnell zu heftigen politischen Widerständen. Im Mai 1947 schied er krankheitshalber wegen chronischer Unterernährung aus dem Amt und legte am 11. Juli 1947 sein Amt als Vorsitzender des Verwaltungsrates und als Leiter des VAW endgültig nieder.
Außer dem Wirtschaftsrat der Bizone gehörte er auch dem Zonenbeirat für die britische Besatzungszone an. Er leitete von 1948 bis 1955 das Wirtschaftswissenschaftliche Institut des Deutschen Gewerkschaftsbundes (WWI) und gehörte als Mitglied der SPD dem Beirat des Bundeswirtschaftsministeriums an. Agartz entwickelte das Konzept der „expansiven Lohnpolitik“, nach der Tarifverhandlungen auch als Mittel der Umverteilung gesehen werden. Hohe Lohnforderungen sollten einen Anreiz zur Rationalisierung darstellen. Innerhalb des DGB konnte sich Agartz’ radikale marxistische Linie, nachdem er zunächst das Grundsatzprogramm von 1949 und das Aktionsprogramm von 1954 mitverfasst hatte, aber nicht durchsetzen. Nach seinem Rücktritt von der Leitung des WWI 1955 infolge innergewerkschaftlicher Auseinandersetzungen gab er die linkssozialistisch orientierte Korrespondenz für Wirtschafts- und Sozialwissenschaften – WISO heraus. Ab Oktober 1956 war er der Vorsitzende der deutschen Sektion der kurzlebigen Internationalen Gesellschaft für sozialistische Studien.
1957 wurde Agartz der Aufnahme landesverräterischer Beziehungen zur SED und zum FDGB angeklagt und vor Gericht gestellt. Seine Verteidigung übernahmen Gustav Heinemann und Diether Posser. Der Generalbundesanwalt Max Güde warf Agartz vor, dieser betreibe mit der WISO eine Tarnorganisation zur Unterstützung der verbotenen KPD. Tatsächlich hatte der FDGB eine gewisse Anzahl an WISO-Abonnements abgenommen, was in der Agartz gegenüber kritischen Presse als „Ostfinanzierung“ bezeichnet wurde. Nachdem am 25. März 1957 auf Antrag des Bundesanwalts Wagner Haftbefehl und die Anordnung zur Durchsuchung der Wohnung und der Geschäftsräume erlassen worden war, wurde Agartz in Untersuchungshaft genommen, nach zwei Monaten gegen Kaution von 50 000 DM jedoch wieder freigelassen. Der Bundesgerichtshof sprach Agartz schließlich mit Urteil vom 13. Dezember 1957 frei: Agartz habe sich nicht „zum Werkzeug der staatsfeindlichen oder verfassungsfeindlichen Bestrebungen der fremden Regierung“ machen wollen. Daraufhin ließ er 1958 durch den 45-jährigen Journalisten Hermann Schaefer unter dem Pseudonym Hans-Georg Hermann eine Darstellung seines Lebens und Wirkens unter dem Titel Verraten und verkauft veröffentlichen.
1958 verlieh die Ost-Berliner Humboldt-Universität Agartz die Ehrendoktorwürde. Im Dezember 1958 wurde er wegen parteischädigenden Verhaltens aus der SPD ausgeschlossen und später auch aus dem DGB. Er wurde danach zu einem führenden Vertreter der Vereinigung unabhängiger Sozialisten (VUS), eines Zusammenschlusses von aus der SPD ausgeschlossenen oder ausgetretenen Linkssozialisten. Da er deren Annäherung an die neu gegründete DFU nicht mitvollziehen wollte, trat er im April 1961 wieder aus. Im selben Jahr musste er die WISO aus finanziellen Gründen einstellen, als die Akademie der Wissenschaften der DDR ihr „Pauschalabonnement“ (3000 Stück von insgesamt 8000 Exemplaren) kündigte, und zog sich verbittert aus der Öffentlichkeit zurück.
Im Dezember 1964 starb er an einem Lungenleiden.
Zu seinem 110. Geburtstag 2007 würdigte das Wirtschafts- und Sozialwissenschaftliche Institut (WSI) der Hans-Böckler-Stiftung gemeinsam mit der Rosa-Luxemburg-Stiftung Nordrhein-Westfalens die historische Bedeutung von Viktor Agartz.

## Zitat
„Ich lehne die politische Justiz ab, ganz gleich, wo sie praktiziert wird. Das Urteil über meine politische Lebensarbeit erwarte ich daher nicht von einem Gericht. Das Urteil, ob ich politisch gefehlt oder recht getan habe, überlasse ich der gesamten deutschen Arbeiterklasse.“ (Aus Agartz' Letztem Wort als Angeklagter 1957 vor dem Bundesgerichtshof)

## Schriften (Auszug)
- Sozialistische Wirtschaftspolitik Karlsruhe 1946.
- Gesetz 75 und Ruhrstatut. Bund-Verlag, Köln 1950 (gemeinsam mit Heinrich Deist)
- Hans-Georg Hermann: Verraten und verkauft, Fuldaer Verlagsanstalt GmbH, Fulda 1958. Erneut mit der Autorenangabe Hans-Georg Hermann (Viktor Agartz) und dem Untertitel Eine Abrechnung, az Verlag, Frankfurt am Main, 1983, ISBN 3-923440-05-7
- Gewerkschaft und Arbeiterklasse: Die ideologische und soziologische Wandlungen in der westdeutschen Arbeiterbewegung. Ausgewählte Schriften, herausgegeben von Lutz Ziegenbalg, Trikont-Verlag, München 1971 ISBN 3-920385-32-2
- Wirtschaft, Lohn, Gewerkschaft: ausgewählte Schriften  Berlin 1982 ISBN 3-88114-226-6
- Partei, Gewerkschaft und Genossenschaft Frankfurt/Main 1985 ISBN 3-923440-09-X
- Wirtschafts- und Steuerpolitik, expansive Lohnpolitik Berlin 1986 ISBN 3-88107-048-6